# Wikariat włoski

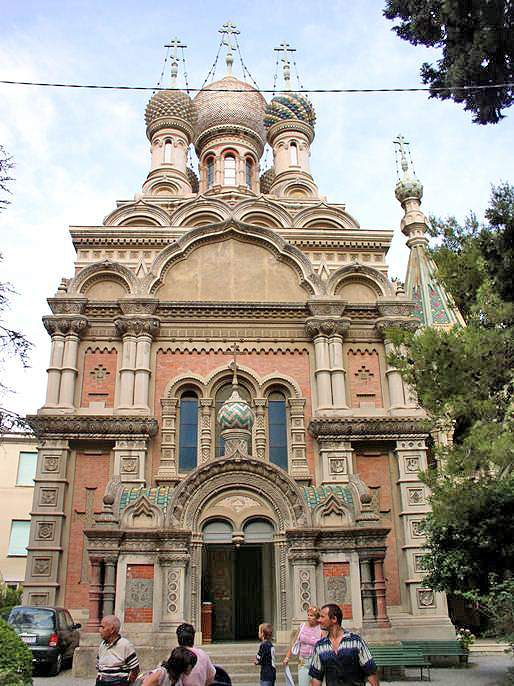
Cerkiew w San Remo

Wikariat włoski – część składowa Zachodnioeuropejskiego Egzarchatu Parafii Rosyjskich, obejmująca swoim zasięgiem terytorium Włoch. Podlegały jej cztery etniczne parafie rosyjskie, które opowiedziały się w toku sporów jurysdykcyjnych w XX wieku za podległością wobec Patriarchatu Konstantynopolitańskiego. 
Obecnym zwierzchnikiem wikariatu jest ks. Sergio Mainoldi. 

## Parafie wikariatu
- Parafia Chrystusa Zbawiciela, św. Katarzyny i św. Serafina z Sarowa w San Remo
- Parafia św. Mikołaja w Rzymie
- Parafia Ikony Matki Bożej „Wszystkich Strapionych Radość” w Brescii
- Parafia Narodzenia Pańskiego we Florencji – w 2018 r. ogłosiła przejście do Rosyjskiego Kościoła Prawosławnego poza granicami Rosji[2]

Poza tym wikariatowi podlega 1 skit – skit św. Marii Magdaleny w Demonte.